# Villafranca Montes de Oca
Villafranca Montes de Oca là một đô thị trong tỉnh Burgos, Castile và León, Tây Ban Nha. Theo điều tra dân số 2005 (INE), đô thị này có dân số là 164 người.